# Русский богатырь (спортивный клуб)
«Русский богатырь» (рус. дореф. Кiевское патрiотически-гимнастическое общество «Русскiй богатырь») — спортивно-патриотический клуб Российской империи начала XX века. Основан в 1911 году в Киеве представителями Киевского клуба русских националистов. Учредители — В. Э. Розмитальский, А. И. Савенко, Д. С. Чихачёв, П. С. Воробьёв, Д. П, Касаткин. Упразднён после 1917 года.

## История
Клуб был основан в июне 1911 года. Согласно Уставу, целями организации определялись «содействие физическому и нравственному совершенствованию», а также «развитие и укрепление патриотических чувств» участников клуба. Годовой членский взнос составлял 1 рубль 20 копеек. Доктор исторических наук Игорь Омельянчук отмечает, что это была незначительная сумма для спортивных клубов того времени:50. Председателем клуба был избран киевский коммерсант, товарищ председателя Киевского отдела Союза русского народа Виктор Розмитальский.
В клубе по состоянию на август 1911 года состояло до 2100 членов:50.

## Оценки
Омельянчук пишет, что в отличие от других спортивных клубов, созданных русскими националистами в Киеве, такими как «Орёл» и «Киевское русское спортивное общество», которые предназначались прежде всего для проведения досуга состоятельными людьми, в случае с «Русским богатырём» создатели клуба пытались привлечь в свои ряды низшие слои населения, предоставить им военно-спортивную подготовку и в дальнейшем использовать подготовленных людей в своих целях. По определению автора, клуб готовил кадры «для защиты Престола и Отечества», при этом Омельянчук отмечает, что националисты избегали неконституционных методов борьбы, и предполагает, что клуб готовил кадры для резерва на случай будущих противостояний:50.